# Hydrophis atriceps
Hydrophis atriceps är en ormart som beskrevs av Günther 1864. Hydrophis atriceps ingår i släktet Hydrophis och familjen giftsnokar och underfamiljen havsormar. IUCN kategoriserar arten globalt som livskraftig. Inga underarter finns listade i Catalogue of Life.
Arten förekommer i havet vid Sydostasiens fastland över de sydostasiatiska öarna till norra Australien. Den vistas nära kusten till ett djup av 30 meter. Hydrophis atriceps jagar främst långsmala fiskar som ålfiskar.